# Suzanne Giese
Suzanne Giese (14. juli 1946 i København – 28. juli 2012) var en dansk forfatter og markant skikkelse i 1970'ernes rødstrømpebevægelse.
Giese blev student i 1966, studerede derefter på Københavns Universitet med fransk som hovedfag og filmvidenskab som bifag. Hun producerede småfilm, studenterscene og studenterrevy, og blev siden tilmeldt arkitektstudiet på Henning Larsens afdeling på Kunstakademiets Arkitektskole i 1969, men opgav studiet efter halvandet år, fordi hun brugte stadigt mere tid som forfatter.
Hun var gennem en årrække konsulent for flere forlag, samt anmelder ved skiftende aviser. Herudover var hun projektansat på Den Danske Filmskole og sammen med sin mand, forlægger Claus Clausen, medstifter af forlaget Tiderne Skifter, for hvilket hun også var redaktør i årene 1973-1980. Hun var også medlem af det venstreorienterede tidsskrift HUG!s redaktion, men forlod både forlag og tidsskrift i 1980, da hun blev skilt. Hun er mor til Naja Giese Clausen og Ditte Giese.
I 1975 stillede Suzanne Giese sammen med Tine Bryld op som kandidat til Frederiksberg Kommunalbestyrelse for Venstresocialisterne, men blev ikke valgt. Samme år var hun medforfatter til Kvinde, kend din krop.
I 1980'erne var Giese først næstformand, så i tre år formand (1987-90) for den Skønlitterære Gruppe i Dansk Forfatterforening. Hun blev gift med sin anden mand, Mads Christoffersen, i 1990.
I 1991 skrev hun manuskriptet til kortfilmen Obduktionen sammen med Martin Lima de Faria.

## Mindelegat
Forfatterens efterladte lancerede sommeren 2013 ‘’Suzanne Gieses Mindelegat’’ på 25.000 kr., der første gang uddeltes 12. september 2013 og er "tænkt som et skulderklap til yngre mennesker, som fortsætter Suzanne Gieses mere end fyrreårige kamp for at fremme ligestilling imellem kønnene", som der stod i pressemeddelelsen.
Tidligere prismodtager:
- Sanne Søndergaard (2013)
- Everyday Sexism Project Danmark (2014)
- Khaterah Parwani (2015)
- Karina Willumsen (2016)
- Kvindelandsholdet i fodbold (2017)
- Legatet ikke blev uddelt i 2018
- Sort Samvittighed (2019)

## Eksterne links
- Suzanne Gieses hjemmeside Arkiveret 28. november 2012 hos  Wayback Machine
- http://www.information.dk/306993
- Suzanne Giese, 28. juli 2012 Arkiveret 20. april 2012 hos  Wayback Machine (Modkraft.dk/Tidslinje)